# Ottnang am Hausruck
Ottnang am Hausruck osztrák mezőváros Felső-Ausztria Vöcklabrucki járásában. 2018 januárjában 3990 lakosa volt.

## Elhelyezkedése

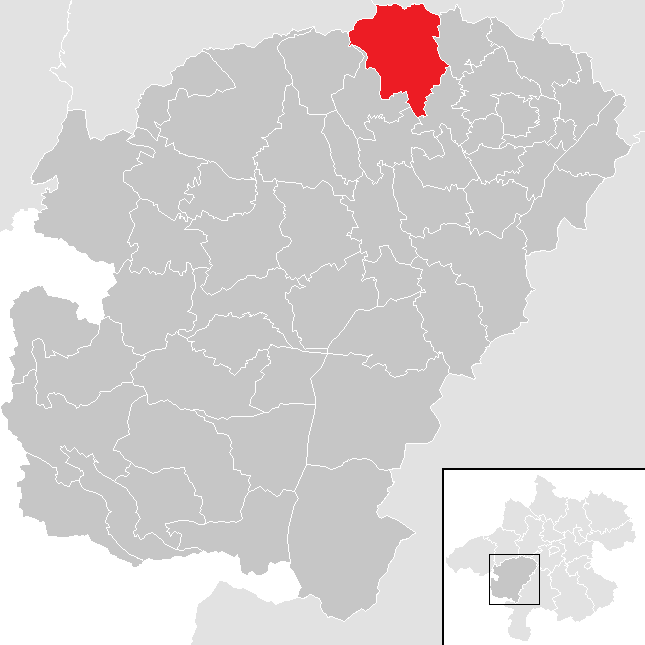
Ottnang am Hausruck a Vöcklabrucki járásban

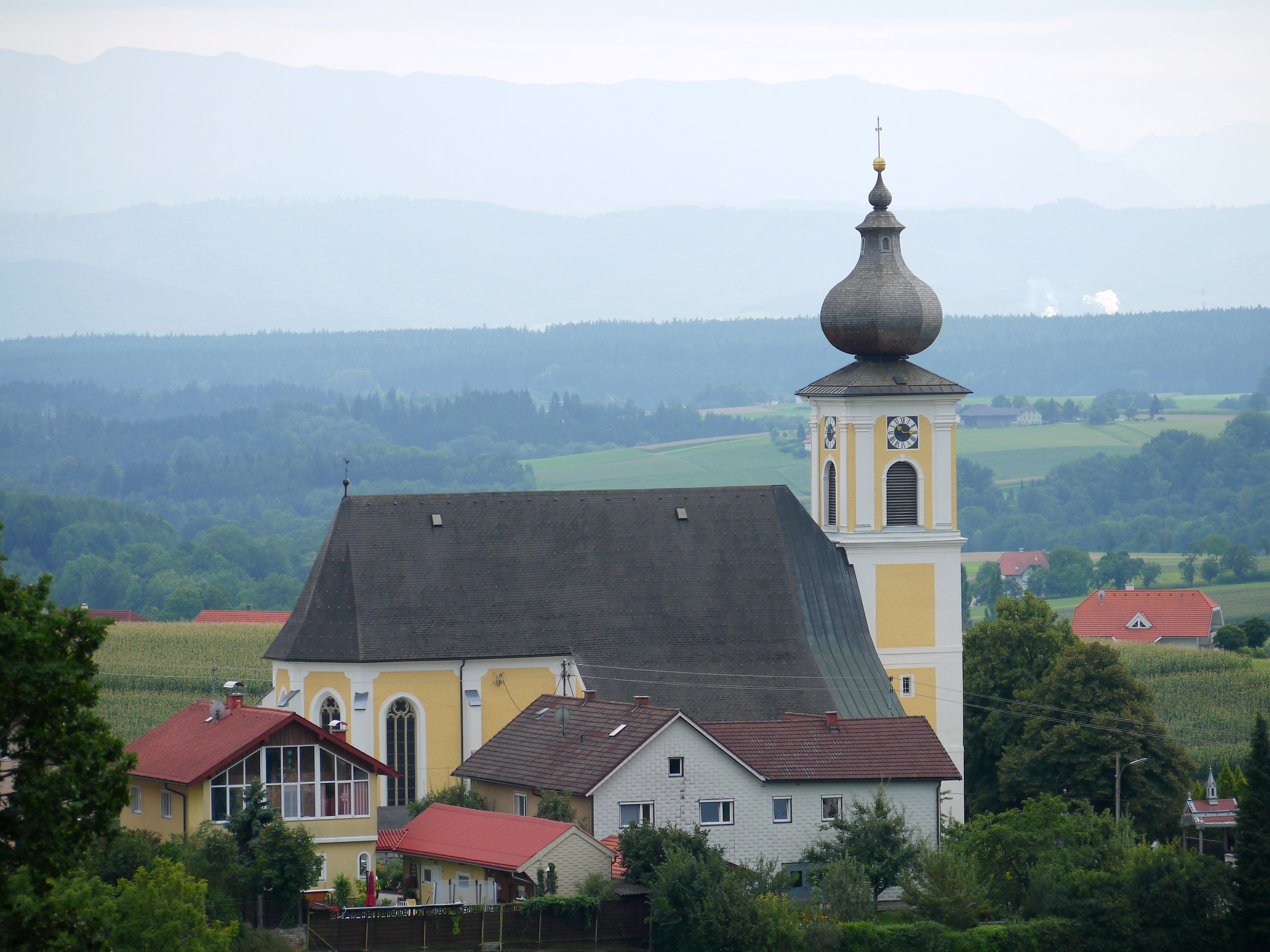
A Szt. István-templom

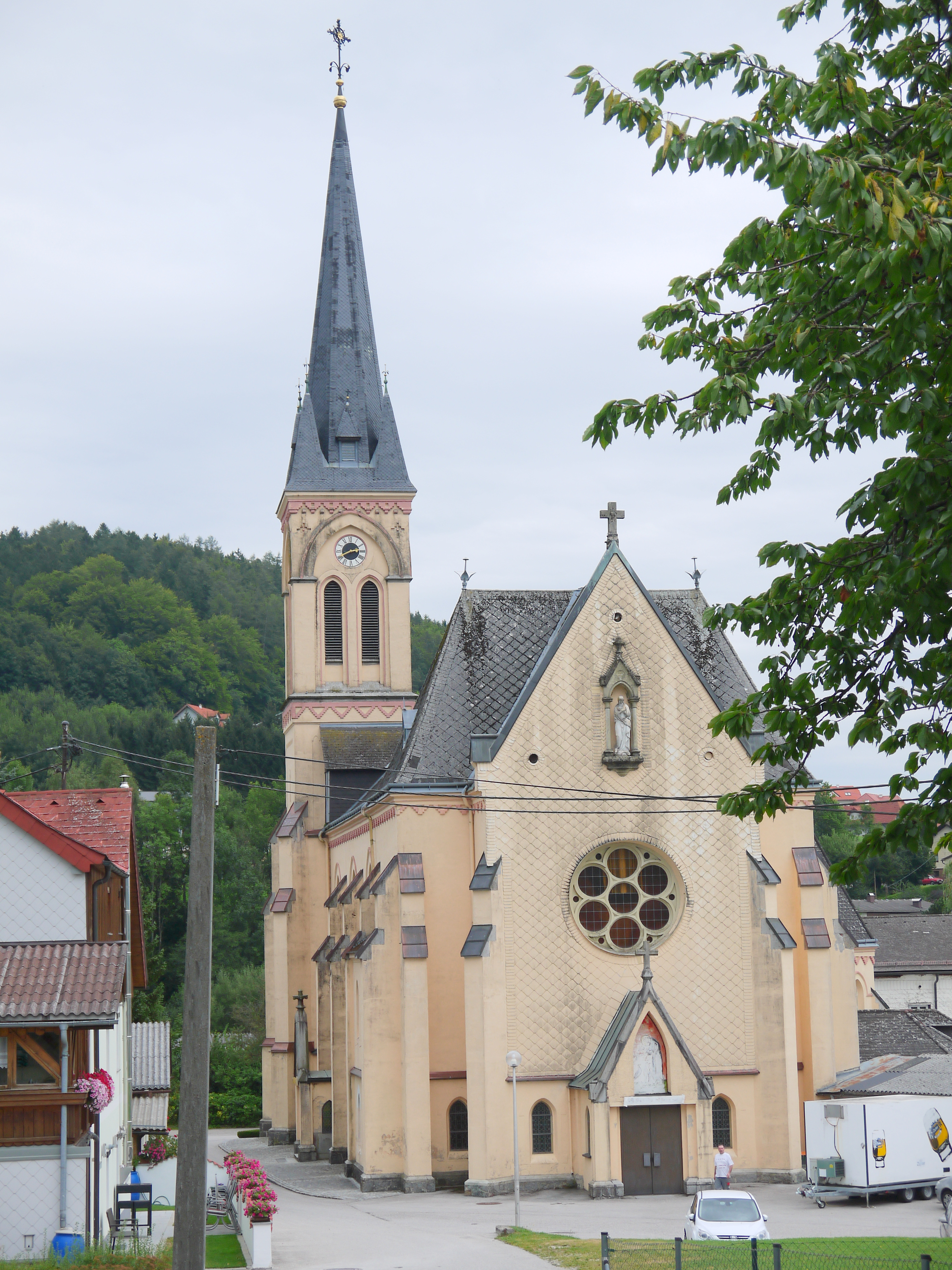
A Jézus szíve-templom

Ottnang am Hausruck Felső-Ausztria Hausruckviertel régiójában helyezkedik el a Hausruck-dombság déli lejtőin. Területének 32,6%-a erdő, 57,6% áll mezőgazdasági művelés alatt. Az önkormányzat 39 falut és településrészt egyesít: Achleithen (23 lakos 2018-ban), Bärnthal (32), Bergern (250), Bruckmühl (279), Deisenham (28), Englfing (287), Gatterlacken (14), Grub (39), Grünbach (40), Hagleithen (86), Hausruckedt (184), Holzham (51), Holzleithen (164), Hub (22), Kronabitten (21), Kropfling (44), Laah (5), Manning (3), Mansing (19), Mitterarming (20), Niederpuchheim (61), Oberkienberg (18), Obermühlau (134), Ottnang (1003), Plötzenedt (25), Rackering (62), Redl (138), Roithing (20), Schachen bei Furtpoint (17), Schlag (146), Simmering (4), Stockedt (82), Thomasroith (474), Untermühlau (120), Vorderarming (4), Vornwald (16), Walding (29), Wassenbrunn (17) és Wiesing (9). 
A környező önkormányzatok: keleten Wolfsegg am Hausruck, délkeleten Manning, délen Ungenach, délnyugaton Zell am Pettenfirst, nyugaton Ampflwang im Hausruckwald, északnyugatra Eberschwang, északra Geboltskirchen. 

## Története
Ottnang eredetileg a Bajor Hercegséghez tartozott; a 12 században került át Ausztriához. A hercegség 1490-es felosztásakor az Enns fölötti Ausztria része lett. 
A napóleoni háborúk során több alkalommal megszállták. 
A köztársaság 1918-as megalakulásakor Felső-Ausztria tartományhoz sorolták. Az 1934 februárjában kitört baloldali-szélsőjobboldali harcok során Thomasroithban is halálos áldozatokat követelő lövöldözésre került sor. Miután Ausztria 1938-ban csatlakozott a Német Birodalomhoz, az Oberdonaui gau része lett; a második világháború után visszakerült Felső-Ausztriához.

## Lakosság
Az Ottnang am Hausruck-i önkormányzat területén 2018 januárjában 3990 fő élt. A lakosságszám 1991 óta gyarapodó tendenciát mutat. 2016-ban a helybeliek 92%-a volt osztrák állampolgár; a külföldiek közül 1% a régi (2004 előtti), 5,1% az új EU-tagállamokból érkezett. 0,6% a volt Jugoszlávia (Szlovénia és Horvátország nélkül) vagy Törökország, 1,2% egyéb országok polgára. 2001-ben a lakosok 87,6%-a római katolikusnak, 2,8% evangélikusnak, 1,5% mohamedánnak, 6,3% pedig felekezeten kívülinek vallotta magát. Ugyanekkor 6 magyar élt a mezővárosban.  

## Látnivalók
- az ottnangi Szt. István-plébániatemplom 1706-ban épült
- a brückmühli Jézus szíve-plébániatemplom neogótikus stílusban készült 1889-ben

## Híres ottnangiak
- Barbara Prammer (1954–2014) politikus

## Fordítás
- Ez a szócikk részben vagy egészben  az   Ottnang am Hausruck című német Wikipédia-szócikk ezen változatának fordításán alapul.  Az eredeti cikk szerkesztőit annak laptörténete sorolja fel. Ez a jelzés csupán a megfogalmazás eredetét és a szerzői jogokat jelzi, nem szolgál a cikkben szereplő információk forrásmegjelöléseként.